# Bohuslava Rajská
Bohuslava (Božena) Rajská (11. července 1817 Rožmitál pod Třemšínem – 2. května 1852 Praha), vlastním jménem Antonie Reissová, byla česká vlastenka, pedagožka, básnířka a autorka rozsáhlé korespondence, druhá manželka Františka Ladislava Čelakovského. Roku 1843 složila učitelské zkoušky a následně založila první dívčí vzdělávací ústav vyučující v češtině.

## Životopis

### Mládí
Narodila se jako Antonie Reissová 11. července 1817 v Rožmitále pod Třemšínem jako nejmladší ze tří sester, Antonínu Mikuláši Reissovi a Marii Anně Bachoffenové z Echtu (1780–1836). Její otec uprchl v roce 1801 z Porýní, kde na něho byl uvalen zatykač za spiknutí proti Napoleonovi. Pracoval jako hutní mistr v panské železárně pražského arcibiskupa Salma. Jeho blízkým přítelem byl hudební skladatel Jakub Jan Ryba. Kromě Antonie měli dceru Karolínu (Lotty), která si vzala za manžela lékaře a obrozence MUDr. Václava Staňka, a Johannu, která se provdala za domácího učitele a pozdějšího advokáta Josefa Františka Friče.

### V Praze
Otec z důvodu své nemoci s rodinou brzy přesídlil do Prahy, kde pracoval pro salmovskou železárnu jako obchodník s jejími výrobky, ale brzy nato, roku 1822 zemřel. Bohuslava zůstala s matkou sama a roku 1836 jí dosloužila k smrti. Po smrti matky žila v rodině své sestry Karolíny. Od roku 1842 začala docházet do okruhu obrozenecké školy K. S. Amerlinga Budeč česká. Patřila tam k zakladatelkám Společnosti dívek českých, kde začala užívat pseudonym Bohuslava Rajská. Stala se vůdčí osobností společnosti a následně začala s dalšími vlastenkami pracovat na vydání encyklopedie s názvem „Slownjk pro dámy”, zaměřené na ženské čtenářky. K jeho dokončení nikdy nedošlo.
Rajská proslula jako krasavice, s přáteli cestovala na Slovensko, do Rakouska a do Uher, stýkala se důvěrně například s obrozenci Samem Bohdanem Hroboněm, Štúrem, nebo Michalem Hodžou. Byla blízkou přítelkyní Boženy Němcové, která jí rozmluvila svatbu se slovenským básníkem Samem Hroboněm.

### Učitelkou
Roku 1842 se spolu s Marií Hoškovou přihlásily na nově otevřený dívčí učitelský kurz při hlavní vzorné německé škole na Malé Straně. Zároveň spolu s Františkem Cyrilem Kampelíkem, absolvovali studijní cestu do dívčích vzdělávacích stavů ve Vídni, kvůli ambici založit v Praze první dívčí česky vyučující ústav. Roku 1843 s Hoškovou složily závěrečné zkoušky a s novým školním rokem otevřely v září 1843 dívčí školu v Praze, první svého druhu v Čechách. Škola působila soukromě v bytě ve Vodičkově ulici na Novém Městě, kde Rajská bydlela. S Hoškovou zde učily dívky ve věku do 15 let český a německý jazyk, literaturu, ženské práce a přírodovědu. Od roku 1844 působila škola jako veřejná, docházelo do ní ročně cca 20 žaček.

### Manželství
Jejím milencem byl slovenský básník Samo Bohdan Hroboň, ovšem v dubnu 1844 uzavřela sňatek s vdovcem Františkem Ladislavem Čelakovským. Odjela s ním do Vratislavi, kde vychovávala jeho čtyři děti z prvního manželství. Dívčí ústav tím v září 1844 zanikl, ale na jeho činnost hned v roce 1845 navázala se svou školou Eleonora Jonáková. Vedení Společnosti dívek českých převzala Františka Svatava Michalovicová, později provdaná za Karla Slavoje Amerlinga.
Manželství Rajské nebylo šťastné, přesto spolu ve Vratislavi měli další tři potomky. Brzy byla nešťastná vlivem jeho nemoci. Po návratu do Prahy docházela do společenských salónů k Purkyňovým, Staňkovým či Palackým a vytvářela dojem, že ji muž utrápí. Sám Čelakovský ale vztah charakterizoval láskyplně.

### Úmrtí
Bohuslava Rajská-Čelákovská zemřela předčasně 2. května 1852 ve věku 34 let, příčinou její smrti byla tuberkulóza. Pohřbena byla v samostatném hrobě na Olšanských hřbitovech. Tři měsíce nato zemřel na revmatismus její manžel František Ladislav a byl pohřben v hrobě nedaleko jejího.

## Dílo
Trilogie jejích memoárů a korespondence vyšla posmrtně v nakladatelství Jana Otty v Praze v letech 1872–1873:
- Z let probuzení I (1872)
- Z let probuzení II (1872)
- Z let probuzení III (1873)
- Korespondence I 1844–1852[9]
- Vzájemná korespondence F. L.Čelakovského a Bohuslavy Rajské z let 1844–1845

## Zajímavost
Starší literatura připisuje Bohuslavě Rajské báseň k úmrtí první manželky Františka Ladislava Čelakovského Památce Marie Čelakovské, uveřejněnou v Květech 14. května 1844. Výsledky moderního bádání uvádějí, že je autorkou jediné publikované básně Ze zimy k jaru a že báseň Památce Marie Čelakovské napsala F. B. Svobodová (Marie Čacká).

## V kultuře
- Bohuslavu Rajskou zpodobnila herečka Eva Josefíková v televizní minisérii Božena (2020) o životě Boženy Němcové
- V Rožmitále pod Třemšínem je po ní pojmenována ulice Čelakovské-Rajské